# L'Art de payer ses dettes
Pour plus de détails, voir Fiche technique et Distribution.
L'Art de payer ses dettes est un film muet français réalisé par Georges Monca, sorti en 1911.

## Fiche technique
- Titre : L'Art de payer ses dettes
- Réalisation : Georges Monca
- Scénario : Maurice Hennequin
- Photographie :
- Montage :
- Société de production : Société cinématographique des auteurs et gens de lettres (S.C.A.G.L)
- Société de distribution : Pathé Frères
- Pays d'origine :  France
- Langue : film muet avec les intertitres en français
- Tournage : les 16 et 17 janvier 1911
- Métrage : 150 mètres
- Format : Noir et blanc — 35 mm — 1,33:1 — Muet
- Genre :  Comédie
- Durée : 5 minutes
- Dates de sortie : 
  -  France : 21 juin 1911

## Distribution
- Émile Mylo : Bitume, le peintre
- Louis Brunais : Grippesou
- Andrée Marly : la midinette
- Bach
- Rastrelli